# Décès en janvier 1936
Décès
- 1932
- 1933
- 1934
- 1935
- 1936
- 1937
- 1938
- 1939
- 1940

Pour une information complémentaire, voir la page d'aide.

| Date       | Nom               | Pays                 | Activités          | Âge | Source |
| ---------- | ----------------- | -------------------- | ------------------ | --- | ------ |
| 15 janvier | Guillermo Córdova | Drapeau du Chili     | Sculpteur chilien. | 67  |        |
| 27 janvier | Jacques Guilhène  | Drapeau de la France | Acteur français.   | 50  |        |